# Liste der Kulturdenkmäler in Hamburg-Wohldorf-Ohlstedt
Die Liste der Kulturdenkmäler in Hamburg-Wohldorf-Ohlstedt enthält die in der Denkmalliste ausgewiesenen Denkmäler auf dem Gebiet des Stadtteils Wohldorf-Ohlstedt der Freien und Hansestadt Hamburg.
Basis ist der Datensatz Denkmalliste Hamburg auf dem Transparenzportal Hamburg. Dieser enthält alle Objekte, die rechtskräftig nach dem Hamburger Denkmalschutzgesetz vom 5. April 2013 unter Denkmalschutz stehen (§ 6 Abs. 1 DSchG HA) oder zumindest zeitweise standen. Die Denkmalliste steht auch als PDF-Dokument zur Verfügung. Alle Denkmäler in Wohldorf-Ohlstedt, die schon nach dem Denkmalschutzgesetz vom 3. Dezember 1973, zuletzt geändert am 27. November 2007, unter Denkmalschutz standen, sind auch auf der Liste der Kulturdenkmäler im Hamburger Bezirk Wandsbek zu finden.

## Legende
- ID: Gibt die vom Denkmalschutzamt Hamburg vergebene Objekt-ID (Identifikationsnummer) des Kulturdenkmals an, (in Klammern gegebenenfalls die Denkmalnummer nach altem Denkmalschutzgesetz).
- Adresse: Nennt den Straßennamen und, wenn vorhanden, die Hausnummer des Kulturdenkmals. Die Grundsortierung der Liste erfolgt nach dieser Adresse.
- Art: Zeigt an, ob es ein Objekt („O“) oder ein Ensemble („E“) ist.
- Datierung: Gibt die Datierung an; das Jahr der Fertigstellung bzw. den Zeitraum der Errichtung.
- Ensemble: Gibt die Nummer des Ensembles an, zu der das Objekt gehört, bzw. bei Ensembles die Nummer des Ensembles selbst.

Hinweis: Die Grundsortierung der Liste erfolgt nach der Adresse und ist alternativ nach ID, Art (Objekt oder Ensemble), Typ, Datierung, Entwurf oder Kurzbeschreibung sortierbar.

| ID             | Adresse | Art | Typ                                                                                           | Kurzbeschreibung | Datierung                         | Entwurf                                                  | Ensemble | Bild           |
| -------------- | --- | --- | --------------------------------------------------------------------------------------------- | --- | --------------------------------- | -------------------------------------------------------- | -------- | -------------- |
| 25449          | Alsterblick 1 (Lage) | O   | Einfamilienhaus                                                                               | | 1923/1924                         | Höger, Fritz                                             |          |                |
| 29702 (1853)   | Alsterblick 8 (Lage) | O   | Einfamilienhaus; Garage; Garten; Einfriedung                                                  | Wohnhaus, Garage, Einfriedung, Garten | 1955                              | Kindt, Otto                                              |          |                |
| 29701 (1417)   | Alsterblick 10 (Lage) | O   | Einfamilienhaus; u. a.                                                                        | Haus, Garten und Nebengebäude | 1923                              | Bartels, Alfred                                          |          |                |
| 29662          | Alte Dorfstraße 2 (Lage) | O   | Bahnhofsgebäude; u. a.                                                                        | Bahnhofsgebäude und Gebäude an den Gleisen | 1925                              |                                                          |          | weitere Bilder |
| 29278          | Alte Dorfstraße 4, Brunskrogweg 4 (Lage)                                                                                          | O   | Feuerwehrhaus                                                                                 | | 1926                              |                                                          |          | weitere Bilder |
| 27015 (1603)   | Alte Dorfstraße 19 (Lage) | O   | Wohnhaus                                                                                      | | 1834                              |                                                          |          |                |
| 27037          | Alte Dorfstraße bei Nr. 2 (Lage)                                                                                                  | O   | Bahnbrücke (U-Bahn)                                                                           | | 1918                              |                                                          |          |                |
| 29703          | Alte Dorfstraße gegenüber von Nr. 29 (Lage)                                                                                       | O   | Denkmalanlage, Kriegerdenkmal (Kriegerdenkmal 1870/71)                                        | Denkmal, Friedenseiche, Teich und Findling | 1890, um                          |                                                          |          |                |
| 29661          | An der Drosselbek 1, 1a (Lage) | O   | Forsthof/Wohnanwesen (Wohnhaus; Stall (mit Gärtnerwohnung); Weintreibhaus; Treibhaus; Garten) | Wohnhaus, Stall mit Gärtnerwohnung, Weintreibhaus, Treibhaus und parkartiger Garten | 19. Jh.; 1893; 1921 (Umbau); 1924 | Höger, Fritz (Umbau)                                     |          | weitere Bilder |
| 27046          | Brandheide o.Nr. (Lage) | O   | Grenzstein                                                                                    | | 1842                              |                                                          |          |                |
| 27047          | Brandheide o.Nr. (Lage) | O   | Grenzstein                                                                                    | | 1842                              |                                                          |          |                |
| 27048          | Brandheide o.Nr. (Lage) | O   | Grenzstein                                                                                    | | 1842                              |                                                          |          |                |
| 27049          | Brandheide o.Nr. (Lage) | O   | Grenzstein                                                                                    | | 1842                              |                                                          |          |                |
| 27044          | Bredenbekkamp o.Nr. (Lage) | O   | Grenzstein                                                                                    | Grenzstein lt. Lageplan nicht auffindbar (unmittelbare Nachbarschaft zu Neubaugebiet) | 19. Jh., Ende                     |                                                          |          |                |
| 29699          | Bredenbekstraße 7 (Lage) | O   | Villa                                                                                         | Haus und Einfriedung | 1923                              | Oberdieck, Bernhard                                      |          |                |
| 27022 (833)    | Bredenbekstraße 29 (Lage) | O   | Villa                                                                                         | Haus Müller-Drenkberg | 1928                              | Schneider, Karl                                          |          | weitere Bilder |
| 27029          | Bredenbekstraße 32 (Lage) | O   | Einfamilienhaus                                                                               | | 1920                              | Hille, Carl                                              |          |                |
| 25451          | Bredenbekstraße 59 (Lage) | O   | Kirchengebäude                                                                                | Matthias-Claudius-Kirche | 1953/1954                         | Ahrendt, Walter                                          |          | weitere Bilder |
| 25450          | Bredenbekstraße 62, 64 (Lage) | O   | Wohnhaus                                                                                      | | 1943                              | Kallmorgen, Werner                                       |          |                |
| 29695          | Diestelstraße 5 (Lage) | O   | Einfamilienhaus; Wohnnebengebäude; Einfriedung                                                | Haus, Nebengebäude und straßenseitige Einfriedung | 1911–1912                         | Jacob & Ameis (Jacob, Alfred/Ameis, Otto)                |          |                |
| 27028 (1433)   | Diestelstraße 16 (Lage) | O   | Wohnhaus                                                                                      | | 1921; 1924                        | Schöne, Hermann                                          |          |                |
| 29698 (675)    | Duvenstedter Triftweg 4 (Lage) | O   | Landhaus                                                                                      | Haus Bauer, Wohnhaus mit Gartenanlage | 1926–1928                         | Schneider, Karl                                          |          |                |
| 27026 (935)    | Duvenstedter Triftweg 14, 16 (Lage)                                                                                               | O   | Wohnhaus                                                                                      | | 1944                              |                                                          |          |                |
| 29696 (953)    | Duvenstedter Triftweg 30 (Lage)                                                                                                   | O   | Wohnhaus; u. a.                                                                               | Einfamilienhaus mit dessen fester Ausstattung, gemauertem Torbogen zum Garten und durch gemauerte Pergola-Pfeiler eingefasste Terrasse | 1913/1914                         | Jacob & Ameis (Jacob, Alfred/Ameis, Otto)                |          |                |
| 27039          | Duvenstedter Triftweg Duvenstedter Brook. (Lage)                                                                                  | O   | Grenzstein                                                                                    | Grenzstein W114 | 1828                              |                                                          |          | weitere Bilder |
| 27038          | Duvenstedter Triftweg Duvenstedter Brook. Beim Fuchsberg. (Lage)                                                                  | O   | Grenzstein                                                                                    | Grenzstein W113 | 1828                              |                                                          |          | weitere Bilder |
| 27040          | Duvenstedter Triftweg nordwestlich der Straße (Lage)                                                                              | O   | Grenzstein                                                                                    | | 1828                              |                                                          |          | weitere Bilder |
| 27041          | Duvenstedter Triftweg o.Nr. (Lage)                                                                                                | O   | Grenzstein                                                                                    | | 1828                              |                                                          |          | weitere Bilder |
| 27042          | Duvenstedter Triftweg o.Nr. (Lage)                                                                                                | O   | Grenzstein                                                                                    | | 1828                              |                                                          |          | weitere Bilder |
| 31084          | Ellerbrookswisch 8, Ohlstedter Stieg 1, 1a, 2, 3, 4, 5, 6, 7, 8, 9, 10, 11, 12, 14, Norwegerhaus-Siedlung Ohlstedter Stieg (Lage) | E   |                                                                                               | Norwegerhaus-Siedlung Ohlstedter Stieg: Insgesamt nur wenige fototaugliche Einblicke wegen dichter Vegetation. |                                   |                                                          | 31084    | BW             |
| 27025          | Ellerbrookswisch 8 (Lage) | O   | Wohnhaus                                                                                      | Nicht ausreichend einsehbares Grundstück | 1943–1945                         |                                                          | 31084    | BW             |
| 29700 (1556)   | Haselknick 22 (Lage) | O   | Einfamilienhaus; u. a.                                                                        | Wohnhaus, Einfahrtspfosten, Pavillon und Teich | 1925                              | Elinigius & Schramm (Elingius, Erich/Schramm, Gottfried) |          |                |
| 29697 (60, 63) | Herrenhausallee 4 (Lage) | O   | Gutshaus                                                                                      | Neufassung des Ensembles: Herrenhausallee 4 (Herrenhaus) mit Insel, Graben, Weg zwischen Herrenhausallee und Graben (Holländerberg) Herrenhaus: zweigeschossiges Fachwerkgebäude mit abgewalmten Satteldach; Dacherker von 1820 Der ehem. Ensemblebestandteil Herrenhausallee 9 entfällt, weil das Objekt seine Denkmaleigenschaft verloren hat. In der Denkmalliste (bisher): die Umgebung des Herrenhauses Wohldorf (Insel, Schloßgraben, Weg zwischen Herrenhausallee und Schloßgraben, Fläche mit Bäckerstall, (ehemaliger sogenannter „Herrenstall“ und der dazugehörigen „Herrenhausscheune“, später Bäckereibetrieb, heute „Gasthaus zum Bäcker“, Herrenhausallee 9) | 1712–1714                         | Günther, Georg H.                                        |          | weitere Bilder |
| 27016 (1365)   | Herrenhausallee 56 (Lage) | O   | Mehrfamilienhaus                                                                              | | 1884, um                          |                                                          |          |                |
| 25445          | Herrenhausallee 62 (Lage) | O   | Wohnhaus (vermutl.)                                                                           | | 1900, um                          |                                                          |          |                |
| 27017 (438)    | Herrenhausallee 64, 64a (Lage) | O   | Mühlengebäude                                                                                 | Kupfermühle, ehem. | 1827                              |                                                          |          |                |
| 27021 (1329)   | Herrenhausallee 93 (Lage) | O   | Stallgebäude (vermutl.)                                                                       | | 19. Jh., 1. Hälfte                |                                                          |          |                |
| 27018 (437)    | Herrenhausallee 95 (Lage) | O   | Landhaus                                                                                      | Kupferhof | 1750/1760                         |                                                          |          |                |
| 29692          | Im Busch 27, 29 (Lage) | O   | Mehrfamilienhaus; Stallgebäude                                                                | Doppelwohnhaus mit Stallgebäude | 1925                              |                                                          |          |                |
| 27035          | Jagersredder 29 (Lage) | O   | Wohnhaus                                                                                      | | 1915                              | Reick, Hermann                                           |          |                |
| 25444          | Kupferredder 12 (Lage) | O   | Schulgebäude                                                                                  | Schule am Walde | 1930/1931                         | Völker (Regierungsbaumeister)                            |          | weitere Bilder |
| 27027          | Kupferredder 15, 17 (Lage) | O   | Schulgebäude                                                                                  | | 1854/1855                         |                                                          |          |                |
| 27019 (439)    | Kupferredder 74 (Lage) | O   | Kate                                                                                          | | 18. Jh.                           |                                                          |          |                |
| 27050          | Mühlenbrook o.Nr. (Lage) | O   | Grenzstein                                                                                    | | 1842                              |                                                          |          |                |
| 27051          | Mühlenbrook o.Nr. (Lage) | O   | Grenzstein                                                                                    | | 1842                              |                                                          |          |                |
| 27052          | Mühlenbrook o.Nr. (Lage) | O   | Grenzstein                                                                                    | | 1842                              |                                                          |          |                |
| 27053          | Mühlenbrook o.Nr. (Lage) | O   | Grenzstein                                                                                    | | 1842                              |                                                          |          |                |
| 27054          | Mühlenbrook o.Nr. (Lage) | O   | Grenzstein                                                                                    | | 1842                              |                                                          |          |                |
| 27480          | Mühlenbrook o.Nr. (Lage) | O   | Grenzstein                                                                                    | | 1842                              |                                                          |          |                |
| 27023 (1170)   | Mühlenredder 35 (Lage) | O   | Mühlengebäude                                                                                 | | 1863/1864                         |                                                          |          |                |
| 29704          | Mühlenredder im Wohldorfer Wald (Lage)                                                                                            | O   | Kriegerdenkmal (Kriegerdenkmal 1914/18)                                                       | Kriegerdenkmal im Wohldorfer Wald, Hügel, Platten und Stufen | 1923                              |                                                          |          | weitere Bilder |
| 27056          | Norwegerhaus-Siedlung Ohlstedter Stieg                                                                                            | O   | Siedlung                                                                                      | Norwegerhaus-Siedlung Ohlstedter Stieg: siehe Nr. 31084 Ensemble Ellerbrookwisch 8/Ohlstedter Stieg 1-14 | 1943–1945                         |                                                          | 31084    |                |
| 27057          | Norwegerhaus-Siedlung Sthamerstraße                                                                                               | O   | Siedlung                                                                                      | Norwegerhaus-Siedlung Sthamerstraße: siehe Nr. 31085 Ensemble Sthamerstraße 41-49 | 1944/1945                         |                                                          | 31085    |                |
| 29693          | Ohlstedter Platz 24 (Lage) | O   | Wohnwirtschaftsgebäude, Landhaus; Bäume                                                       | Wohnwirtschaftsgebäude und Baumreihe | 1929                              | Wach, H. C. C.                                           |          |                |
| 27058          | Ohlstedter Stieg 1 (Lage) | O   | Wohnhaus                                                                                      | Nicht ausreichend einsehbares Grundstück | 1943–1945                         |                                                          | 31084    | BW             |
| 27059          | Ohlstedter Stieg 1a (Lage) | O   | Wohnhaus                                                                                      | | 1943–1945                         |                                                          | 31084    |                |
| 27065          | Ohlstedter Stieg 2 (Lage) | O   | Wohnhaus                                                                                      | | 1943–1945                         |                                                          | 31084    | weitere Bilder |
| 27060          | Ohlstedter Stieg 3 (Lage) | O   | Wohnhaus                                                                                      | | 1943–1945                         |                                                          | 31084    |                |
| 27066          | Ohlstedter Stieg 4 (Lage) | O   | Wohnhaus                                                                                      | Nicht ausreichend einsehbares Grundstück | 1943–1945                         |                                                          | 31084    | BW             |
| 27061          | Ohlstedter Stieg 5 (Lage) | O   | Wohnhaus                                                                                      | Nicht ausreichend einsehbares Grundstück | 1943–1945                         |                                                          | 31084    | BW             |
| 27067          | Ohlstedter Stieg 6 (Lage) | O   | Wohnhaus                                                                                      | | 1943–1945                         |                                                          | 31084    |                |
| 27062          | Ohlstedter Stieg 7 (Lage) | O   | Wohnhaus                                                                                      | Nicht ausreichend einsehbares Grundstück | 1943–1945                         |                                                          | 31084    | BW             |
| 27068          | Ohlstedter Stieg 8 (Lage) | O   | Wohnhaus                                                                                      | Nicht ausreichend einsehbares Grundstück | 1943–1945                         |                                                          | 31084    | BW             |
| 27063          | Ohlstedter Stieg 9 (Lage) | O   | Wohnhaus                                                                                      | Nicht ausreichend einsehbares Grundstück | 1943–1945                         |                                                          | 31084    | BW             |
| 27069          | Ohlstedter Stieg 10 (Lage) | O   | Wohnhaus                                                                                      | Nicht ausreichend einsehbares Grundstück | 1943–1945                         |                                                          | 31084    | BW             |
| 27064          | Ohlstedter Stieg 11 (Lage) | O   | Wohnhaus                                                                                      | Nicht ausreichend einsehbares Grundstück | 1943–1945                         |                                                          | 31084    | BW             |
| 27070          | Ohlstedter Stieg 12 (Lage) | O   | Wohnhaus                                                                                      | Nicht ausreichend einsehbares Grundstück | 1943–1945                         |                                                          | 31084    | BW             |
| 27071          | Ohlstedter Stieg 14 (Lage) | O   | Wohnhaus                                                                                      | Nicht ausreichend einsehbares Grundstück | 1943–1945                         |                                                          | 31084    | BW             |
| 27036          | Ole Boomgaarden auf dem Waldfriedhof Wohldorf (Lage)                                                                              | O   | Denkmalanlage, Kriegerdenkmal (Kriegerdenkmal 1914/18 und 1939/45)                            | Kriegerdenkmal auf dem Waldfriedhof Ole Boomgaarden | 1965                              |                                                          | 29705    | weitere Bilder |
| 29705          | Ole Boomgaarden auf dem Waldfriedhof Wohldorf (Lage)                                                                              | E   |                                                                                               | Kriegerdenkmal auf dem Waldfriedhof Ole Boomgaarden | 1965                              |                                                          | 29705    | weitere Bilder |
| 25447          | Ole Boomgaarden auf dem Waldfriedhof Wohldorf (Lage)                                                                              | O   | Friedhofskapelle                                                                              | | 19. Jh., 2. Hälfte                |                                                          |          |                |
| 25446          | Reye 17 (Lage) | O   | Einfamilienhaus                                                                               | | 1928                              | Völker                                                   |          |                |
| 27024 (608)    | Schleusenredder 2 (Lage) | O   | Wohnhaus                                                                                      | | 1850, um                          |                                                          |          | weitere Bilder |
| 25448          | Schleusenredder 5 (Lage) | O   | Einfamilienhaus                                                                               | | 1900/1910                         |                                                          |          |                |
| 23100          | Schleusenredder 10a (Lage) | O   | Bahnhofsgebäude                                                                               | Bahnhofsgebäude | 1907, um                          |                                                          |          | weitere Bilder |
| 29694          | Schleusenredder 21 (Lage) | O   | Einfamilienhaus; Einfriedung                                                                  | Gebäude und straßenseitige Einfriedung | 1907                              | Ameis, Otto                                              |          |                |
| 31085          | Sthamerstraße 41, 41a, 43, 43a, 45, 45a, 47, 47a, 49, 49a, Norwegerhaus-Siedlung Sthamerstraße (Lage)                             | E   |                                                                                               | Norwegerhaus-Siedlung Sthamerstraße |                                   |                                                          | 31085    | weitere Bilder |
| 27072          | Sthamerstraße 41 (Lage) | O   | Wohnhaus                                                                                      | | 1944/1945                         |                                                          | 31085    | weitere Bilder |
| 28667          | Sthamerstraße 41a (Lage) | O   | Wohnhaus                                                                                      | | 1944/1945                         |                                                          | 31085    | weitere Bilder |
| 27073          | Sthamerstraße 43 (Lage) | O   | Wohnhaus                                                                                      | | 1944/1945                         |                                                          | 31085    | weitere Bilder |
| 28668          | Sthamerstraße 43a (Lage) | O   | Wohnhaus                                                                                      | | 1944/1945                         |                                                          | 31085    | weitere Bilder |
| 27074          | Sthamerstraße 45 (Lage) | O   | Wohnhaus                                                                                      | | 1944/1945                         |                                                          | 31085    | weitere Bilder |
| 28669          | Sthamerstraße 45a (Lage) | O   | Wohnhaus                                                                                      | | 1944/1945                         |                                                          | 31085    | weitere Bilder |
| 27075          | Sthamerstraße 47 (Lage) | O   | Wohnhaus                                                                                      | | 1944/1945                         |                                                          | 31085    |                |
| 28670          | Sthamerstraße 47a (Lage) | O   | Wohnhaus                                                                                      | | 1944/1945                         |                                                          | 31085    |                |
| 27033          | Sthamerstraße 49 (Lage) | O   | Wohnhaus                                                                                      | | 1944/1945                         |                                                          | 31085    | weitere Bilder |
| 28671          | Sthamerstraße 49a (Lage) | O   | Wohnhaus                                                                                      | | 1944/1945                         |                                                          | 31085    | weitere Bilder |
| 27034 (930)    | Torfhuder Stieg 2a (Lage) | O   | Wohnhaus                                                                                      | | 1944                              |                                                          |          |                |
| 25453          | Westerfelde 15 (Lage) | O   | Einfamilienhaus                                                                               | | 1931                              | Fink, Eugen                                              |          |                |